# César Magrini
César Magrini (*22 de junio de 1929- 23 de julio de 2012, Buenos Aires, Argentina) fue un escritor, poeta, ensayista, traductor, periodista y crítico de arte argentino.

## Trayectoria
Egresado de la Universidad de Buenos Aires como doctor en letras, ejerció brevemente la dirección artística del Teatro Municipal General San Martín de Buenos Aires.
Se desempeñó como secretario de redacción del diario El Cronista Comercial de Buenos Aires. 
Crítico cinematográfico de larga trayectoria, era socio vitalicio de la Asociación de Cronistas Cinematográficos de la Argentina de la que integró su Consejo Directivo.
Premiado con la Faja de Honor de la SADE y el premio de crítica de arte de la Fundación Lorenzutti.
En 1987 se le otorgó el Premio Konex de Platino a la crónica de espectáculos escrita.
Fue jurado de los Premios Konex y del Premio Molière de la Embajada de Francia en Argentina.
Era miembro permanente de la Academia de Bellas Artes de Brera de Milán.

## Publicaciones
- El gran libro de arte argentino, ISBN 978 987 97779 5 4
- Arte Argentino Actual
- El Arte Argentino Hacia el Mundo
- Otilia Saravia, pintura y microcosmos
- Vito Campanella, surrealismo y metafísica
- Noche de Perros, Plus Ultra, 1994, ISBN 978 950 21117 9 7
- Rostros, signos del alma. 1988
- Argentina, su arte ingenuo. 1999
- Contraolvidos, 1989[5]
- Relato del Sobreviviente, Ediciones Ancora, 1960
- Viaerea, El Cronista Comercial